# Adolfo Orsi
Adolfo Orsi, född 23 mars 1888 i Modena, avliden 20 december 1972 i samma stad var en Italiensk entreprenör.
Orsi var ägare till biltillverkaren Maserati mellan 1937 och 1968.